# 江源街道 (白山市)
江源街道，是中华人民共和国吉林省白山市江源区下辖的一个乡镇级行政单位。

## 行政区划
江源街道下辖以下地区：
江北社区、富强社区、爱民村、大华村和荣华村。